# Pretòria
|  | Aquest article tracta sobre la ciutat. Vegeu-ne altres significats a «Cas Pretòria». |

Pretòria és una de les tres capitals de Sud-àfrica. Forma part de l'àrea metropolitana de Tshwane i està situada al nord de la província de Gauteng. Pretòria és la capital administrativa de Sud-àfrica, Ciutat del Cap n'és la capital legislativa i Bloemfontein la capital judicial.
Un comitè oficial va aprovar el 26 de maig de 2005 el canvi de nom pel de Tshwane, que ja s'utilitza a l'àrea metropolitana de què forma part; però aquest canvi encara no ha estat aprovat pel govern central.
El seu club de rugbi a 15, els Vodacom Blue Bulls, és campió del Super 14.

## Història
Pretòria va ser fundada l'any 1855 per Marthinus Pretorius, un líder dels Voortrekkers, que li va posar el nom del seu pare Andries Pretorius i va escollir un lloc a la vora del riu Apies (en afrikàans 'riu dels micos') per ser la nova capital de la República del Transvaal. L'ancià Pretorius s'havia convertit en un heroi nacional dels Voortrekkers després de la seva victòria sobre Dingane i els zulus a la batalla de Blood River el 1838. L'ancià Pretorius també va negociar la Convenció de Sand River (1852), en la qual el Regne Unit va reconèixer la independència del Transvaal. Es va convertir en la capital de la República Sud-africana l'1 de maig de 1860.
La fundació de Pretòria com a capital de la República Sud-africana es pot veure com el final dels moviments d'assentament dels bòers del Gran Trek.

### Guerres dels Bòers
Durant la Primera Guerra dels Bòers, la ciutat va ser assetjada per les forces republicanes el desembre de 1880 i el març de 1881. El tractat de pau que va posar fi a la guerra es va signar a Pretòria el 3 d'agost de 1881 a la Convenció de Pretòria.
La Segona Guerra Bòer va provocar la fi de la República del Transvaal i l'inici de l'hegemonia britànica a Sud-àfrica. La ciutat es va rendir a les forces britàniques sota Frederick Roberts el 5 de juny de 1900 i el conflicte va acabar a Pretòria amb la signatura de la Pau de Vereeniging el 31 de maig de 1902 a Melrose House.
Els forts de Pretòria es van construir per a la defensa de la ciutat just abans de la Segona Guerra dels Bòers. Encara que alguns d'aquests forts es troben avui en ruïnes, alguns d'ells s'han conservat com a monuments nacionals.

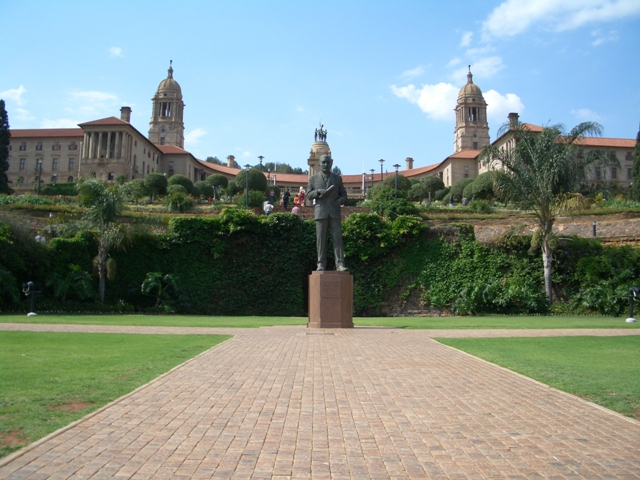
The Union Buildings, seu del govern de Sud-àfrica

### Unió de Sud-àfrica
Les repúbliques bòers de la ZAR i la Colònia del Riu Orange es van unir amb la colònia del Cap i la colònia de Natal el 1910 per fer la Unió Sud-africana. Pretòria es va convertir llavors en la capital administrativa de tota Sud-àfrica, amb Ciutat del Cap la capital legislativa i Bloemfontein com a capital judicial. Entre 1910 i 1994, la ciutat va ser també la capital de la província de Transvaal. (Com a capital de la ZAR, Pretòria havia substituït Potchefstroom en aquest paper.) El 14 d'octubre de 1931, Pretòria va aconseguir l'estatus oficial de ciutat. Quan Sud-àfrica es va convertir en república el 1961, Pretòria va romandre com a capital administrativa.

## Geografia
Pretòria es troba aproximadament 56 km al nord-nord-est de Johannesburg, al nord-est de Sud-àfrica, en un cinturó de transició entre l'altiplà del Highveld al sud i el Bushveld inferior al nord. Es troba a una altitud d'uns 1.339 m sobre el nivell del mar, en una vall càlida, protegida i fèrtil, envoltada pels turons de la serralada de Magaliesberg.

## Clima

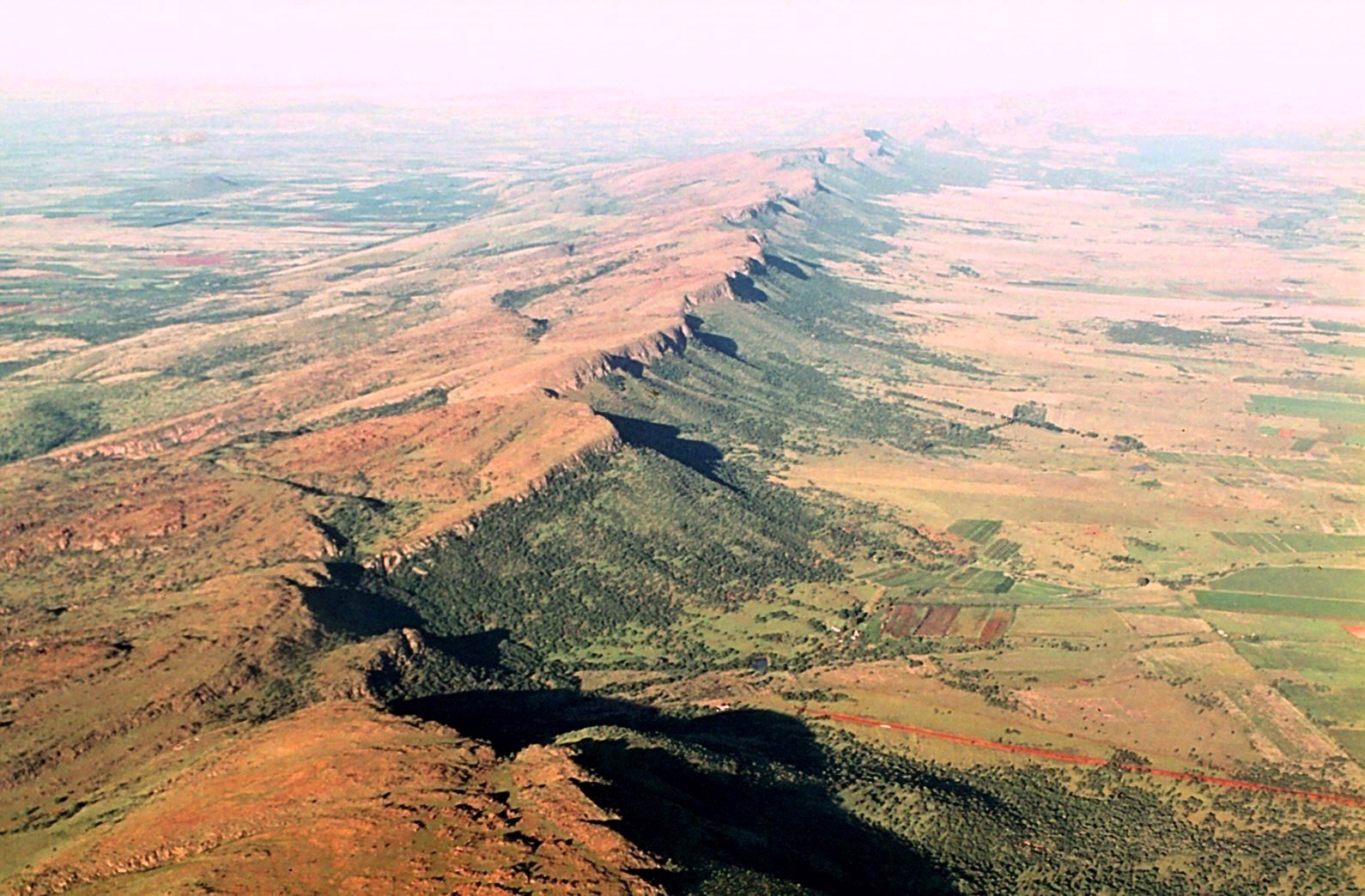
La ciutat està envoltada per la serra de Magaliesberg.

Pretòria té un clima monsònic subtropical (Köppen: Cwa) amb estius llargs i calorosos i plujosos i hiverns curts, secs i suaus. La ciutat viu els hiverns típics de Sud-àfrica amb nits fredes i clares i dies suaus a moderadament càlids. Tot i que les mínimes mitjanes durant l'hivern són suaus, pot fer fred a causa del cel clar, amb temperatures baixes nocturnes en els últims anys en el rang de 2 a −5 °C.
La temperatura mitjana anual és de 18,7 °C. És bastant alta, tenint en compte l'altitud relativament alta de la ciutat, d'uns 1.339 m i es deu principalment a la seva posició protegida a la vall, que actua com a trampa de calor i la talla de les masses d'aire fresques del sud i sud-est per gran part de l'any.
La pluja es concentra principalment als mesos d'estiu, amb condicions de sequera que predominen durant els mesos d'hivern, quan les gelades poden ser fortes. La nevada és un esdeveniment extremadament rar; Els flocs de neu es van veure els anys 1959, 1968 i 2012 a la ciutat, però la ciutat mai ha experimentat una acumulació en la seva història.
Durant una onada de calor a tot el país el novembre de 2011, Pretòria va experimentar temperatures que van arribar 39 °C, inusual per a aquella època de l'any. El gener de 2013 també es van produir esdeveniments de calor extrema rècord similars, quan Pretòria va experimentar temperatures superiors 37 °C durant diversos dies. L'any 2014 va ser un dels més plujosos de la història de la ciutat. Un total de 914 mm va caure fins a finals de desembre, amb 220 mm ç registrat només en aquell mes. El 2015, Pretòria va viure la seva pitjor sequera des del 1982; el mes de novembre de 2015 es van batre nous rècords d'alta temperatura, amb 43 °C registrada l'11 de novembre després de tres setmanes de temperatures entre 35 °C i 43 °C. Pretòria va assolir un nou màxim rècord de 42,7 °C el 7 de gener de 2016.
| Dades climàtiques a Pretoria (1961–1990. extremes 1951–1990) | Dades climàtiques a Pretoria (1961–1990. extremes 1951–1990) | Dades climàtiques a Pretoria (1961–1990. extremes 1951–1990) | Dades climàtiques a Pretoria (1961–1990. extremes 1951–1990) | Dades climàtiques a Pretoria (1961–1990. extremes 1951–1990) | Dades climàtiques a Pretoria (1961–1990. extremes 1951–1990) | Dades climàtiques a Pretoria (1961–1990. extremes 1951–1990) | Dades climàtiques a Pretoria (1961–1990. extremes 1951–1990) | Dades climàtiques a Pretoria (1961–1990. extremes 1951–1990) | Dades climàtiques a Pretoria (1961–1990. extremes 1951–1990) | Dades climàtiques a Pretoria (1961–1990. extremes 1951–1990) | Dades climàtiques a Pretoria (1961–1990. extremes 1951–1990) | Dades climàtiques a Pretoria (1961–1990. extremes 1951–1990) | Dades climàtiques a Pretoria (1961–1990. extremes 1951–1990) |
| Mes                                                          | gen                                                          | febr                                                         | març                                                         | abr                                                          | maig                                                         | juny                                                         | jul                                                          | ag                                                           | set                                                          | oct                                                          | nov                                                          | des                                                          | anual                                                        |
| ------------------------------------------------------------ | ------------------------------------------------------------ | ------------------------------------------------------------ | ------------------------------------------------------------ | ------------------------------------------------------------ | ------------------------------------------------------------ | ------------------------------------------------------------ | ------------------------------------------------------------ | ------------------------------------------------------------ | ------------------------------------------------------------ | ------------------------------------------------------------ | ------------------------------------------------------------ | ------------------------------------------------------------ | ------------------------------------------------------------ |
| Màxima rècord °C (°F)                                        | 36.2 (97.2)                                                  | 36.3 (97.3)                                                  | 35.0 (95)                                                    | 32.5 (90.5)                                                  | 29.4 (84.9)                                                  | 26.0 (78.8)                                                  | 26.0 (78.8)                                                  | 30.0 (86)                                                    | 34.0 (93.2)                                                  | 36.0 (96.8)                                                  | 35.7 (96.3)                                                  | 36.0 (96.8)                                                  | 36.3 (97.3)                                                  |
| Màxima mitjana °C (°F)                                       | 28.5 (83.3)                                                  | 28.0 (82.4)                                                  | 26.9 (80.4)                                                  | 24.1 (75.4)                                                  | 21.8 (71.2)                                                  | 18.9 (66)                                                    | 19.5 (67.1)                                                  | 22.1 (71.8)                                                  | 25.5 (77.9)                                                  | 26.6 (79.9)                                                  | 27.0 (80.6)                                                  | 28.0 (82.4)                                                  | 24.7 (76.5)                                                  |
| Mitjana diària °C (°F)                                       | 22.6 (72.7)                                                  | 22.1 (71.8)                                                  | 21.0 (69.8)                                                  | 17.9 (64.2)                                                  | 14.7 (58.5)                                                  | 11.5 (52.7)                                                  | 11.9 (53.4)                                                  | 14.7 (58.5)                                                  | 18.6 (65.5)                                                  | 20.1 (68.2)                                                  | 21.0 (69.8)                                                  | 21.9 (71.4)                                                  | 18.2 (64.8)                                                  |
| Mínima mitjana °C (°F)                                       | 17.8 (64)                                                    | 17.3 (63.1)                                                  | 16.1 (61)                                                    | 12.6 (54.7)                                                  | 8.2 (46.8)                                                   | 4.8 (40.6)                                                   | 4.8 (40.6)                                                   | 7.6 (45.7)                                                   | 11.9 (53.4)                                                  | 14.4 (57.9)                                                  | 15.8 (60.4)                                                  | 16.8 (62.2)                                                  | 12.3 (54.1)                                                  |
| Mínima rècord °C (°F)                                        | 7.5 (45.5)                                                   | 10.4 (50.7)                                                  | 5.5 (41.9)                                                   | 3.3 (37.9)                                                   | −1.5 (29.3)                                                  | −4.5 (23.9)                                                  | −4.5 (23.9)                                                  | −4.0 (24.8)                                                  | −0.5 (31.1)                                                  | 3.0 (37.4)                                                   | 6.6 (43.9)                                                   | 6.5 (43.7)                                                   | −4.5 (23.9)                                                  |
| Precipitació mitjana mm (polzades)                           | 135 (5.31)                                                   | 76 (2.99)                                                    | 79 (3.11)                                                    | 54 (2.13)                                                    | 13 (0.51)                                                    | 7 (0.28)                                                     | 3 (0.12)                                                     | 5 (0.2)                                                      | 20 (0.79)                                                    | 73 (2.87)                                                    | 100 (3.94)                                                   | 108 (4.25)                                                   | 673 (26.5)                                                   |
| Mitjana de dies de precipitació (≥ 1.0 mm)                   | 10.9                                                         | 7.8                                                          | 7.6                                                          | 5.2                                                          | 1.8                                                          | 0.6                                                          | 0.7                                                          | 1.4                                                          | 2.0                                                          | 6.0                                                          | 9.5                                                          | 10.8                                                         | 64.3                                                         |
| Humitat relativa mitjana (%)                                 | 62                                                           | 63                                                           | 63                                                           | 63                                                           | 56                                                           | 54                                                           | 50                                                           | 45                                                           | 44                                                           | 52                                                           | 59                                                           | 61                                                           | 56                                                           |
| Mitjana mensual d'hores de sol                               | 260.8                                                        | 235.3                                                        | 253.9                                                        | 245.8                                                        | 282.6                                                        | 270.8                                                        | 289.1                                                        | 295.5                                                        | 284.3                                                        | 275.2                                                        | 253.6                                                        | 271.9                                                        | 3.218,8                                                      |
| Font #1: NOAA, Deutscher Wetterdienst (extremes)             |                                                              |                                                              |                                                              |                                                              |                                                              |                                                              |                                                              |                                                              |                                                              |                                                              |                                                              |                                                              |                                                              |
| Font #2: South African Weather Service                       |                                                              |                                                              |                                                              |                                                              |                                                              |                                                              |                                                              |                                                              |                                                              |                                                              |                                                              |                                                              |                                                              |

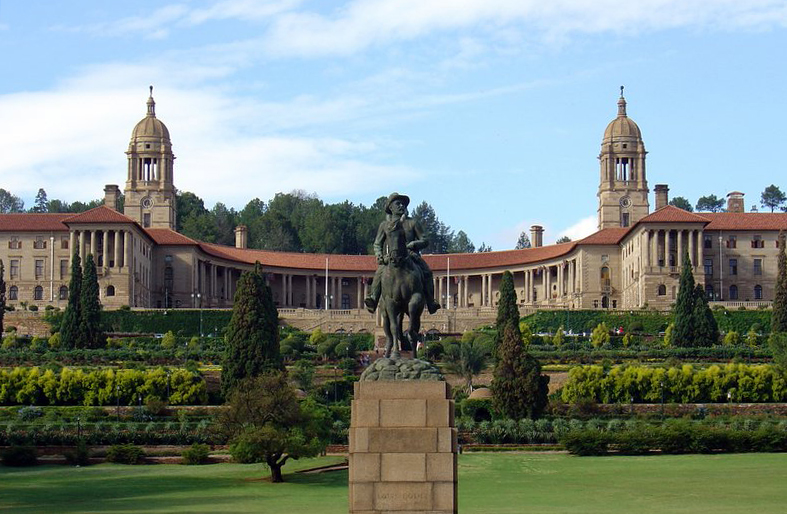
edificis de la Unió
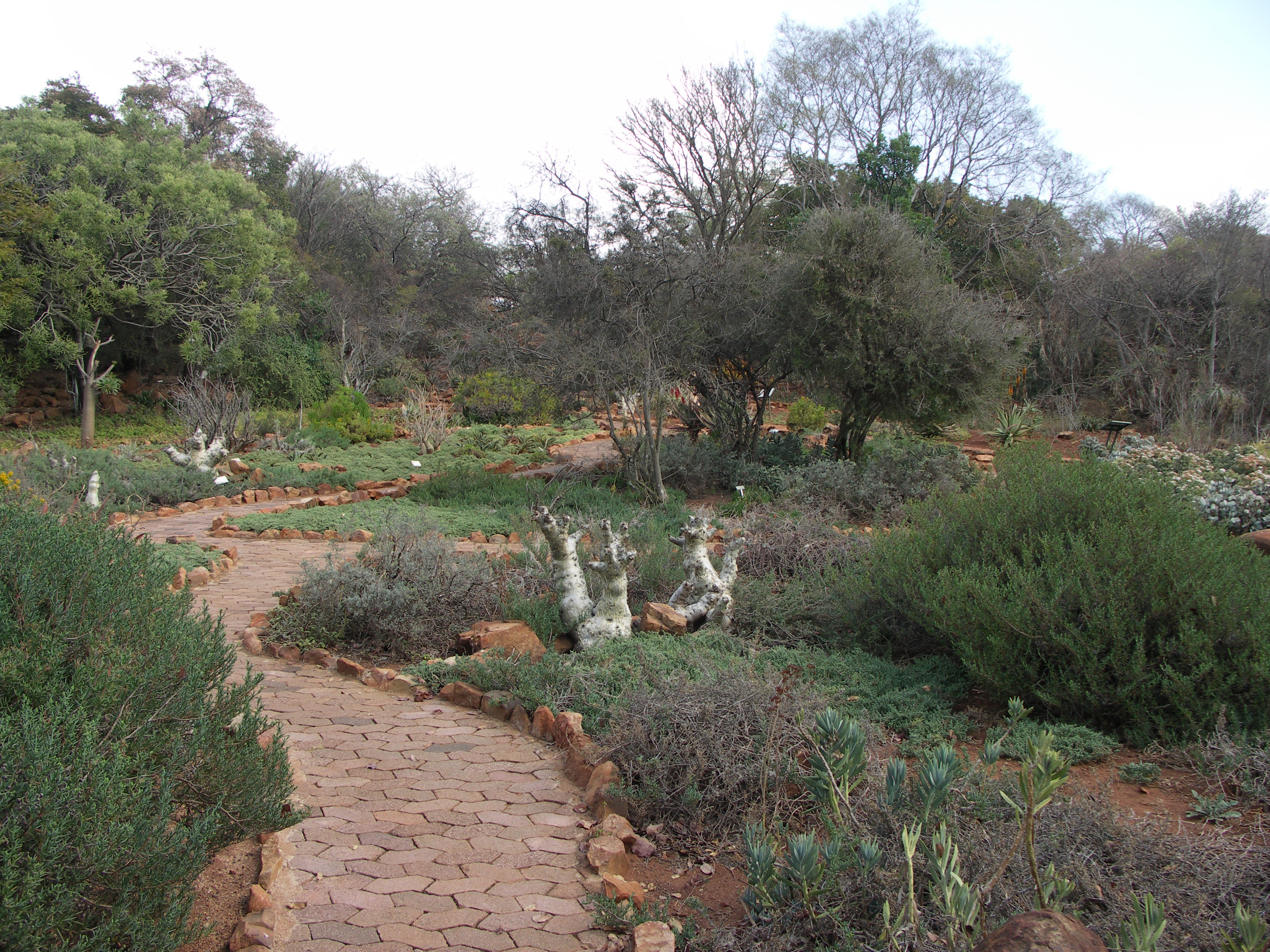
Nacional de Jardins Botànics
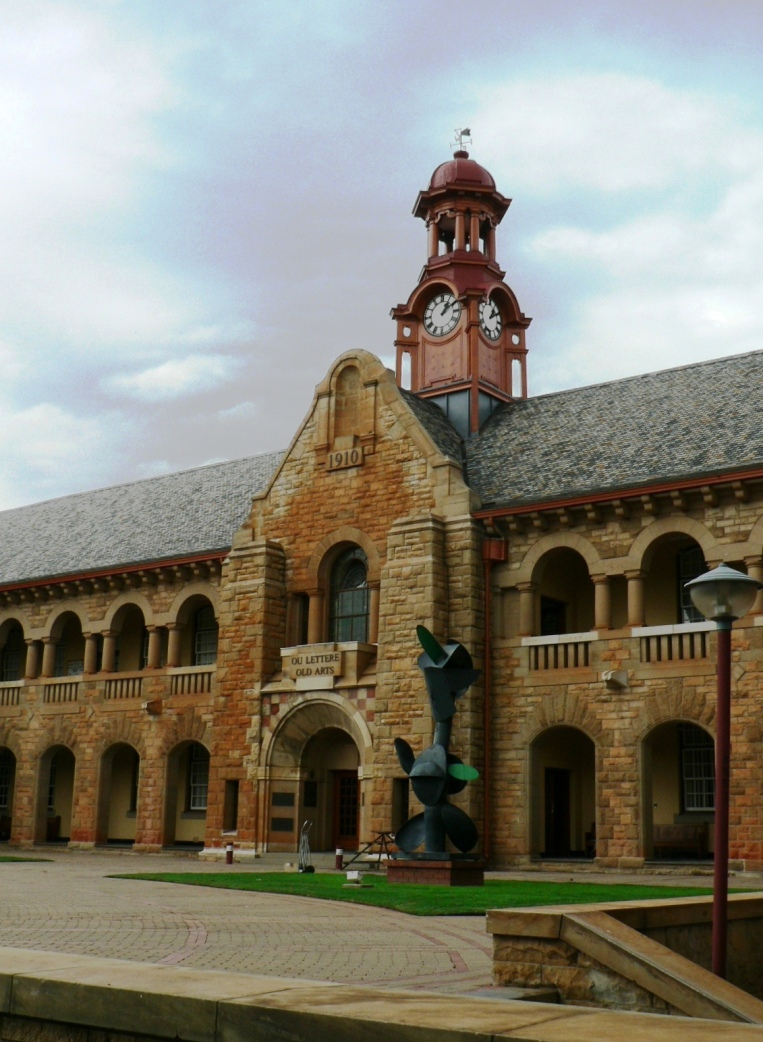
Universitat de Pretòria
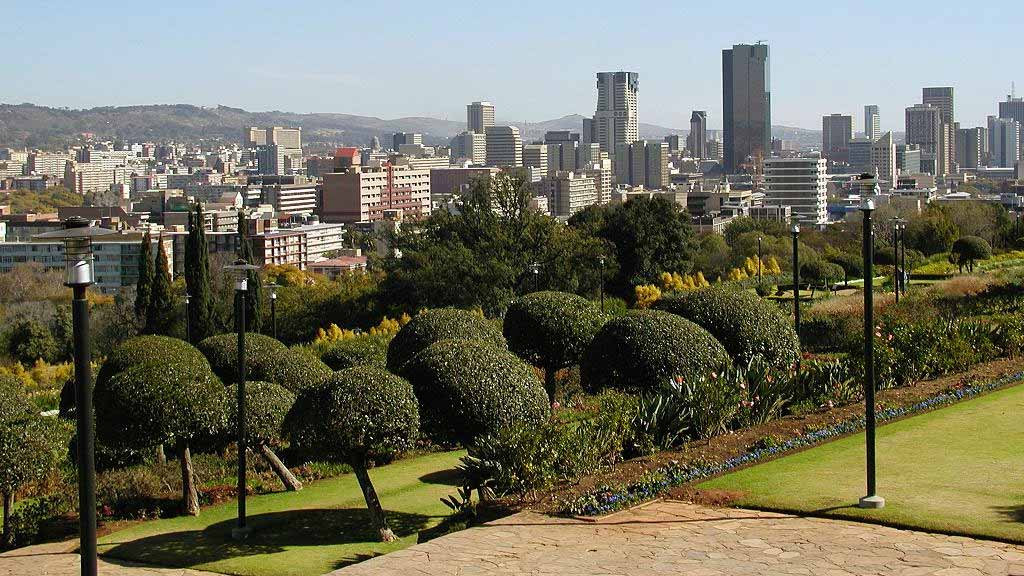
L'àrea central de la ciutat de Pretòria

## Demografia
| 2011    |
| 741.651 |

Densitat de població a Pretòria i als voltants

Distribució geogràfica de les llengües domèstiques a Pretòria

Segons l'extensió de l'àrea que s'entengui que constitueix "Pretòria", la població oscil·la entre 700.000 i 2,95. milions. Les principals llengües que es parlen a Pretòria són el pedi, el setswana,  el ³itsontsonga, l'afrikaans i l'anglès. La ciutat de Pretòria té la població blanca més gran de l'Àfrica subsahariana. Des de la seva fundació, ha estat un important nucli de població afrikàner, i n'hi ha aproximadament 1 milions d'afrikaners que viuen a la ciutat o als voltants.

### Grups ètnics
Fins i tot des de la fi de l'apartheid, Pretòria ha tingut una majoria blanca, tot i que amb una classe mitjana negra cada cop més gran. Tanmateix, als municipis de Mamelodi, Soshanguve i Atteridgeville els negres constitueixen prop de tota la població. El grup ètnic blanc més gran són els afrikaners i el grup ètnic negre més gran són els Sothos del Nord.
L'estimació més baixa de la població de Pretòria inclou en gran part les antigues zones designades per blanc i, per tant, hi ha una majoria blanca. Tanmateix, incloure els municipis separats geogràficament augmenta la població de Pretòria més enllà d'un milió i fa que els blancs siguin una minoria.
Els indis de Pretòria van rebre l'ordre de traslladar-se de Pretòria a Laudium el 6 de juny de 1958.
| Grup ètnic     | població 2001 | 2001 (%) | població 2011 | 2011 (%) |
| -------------- | ------------- | -------- | ------------- | -------- |
| Blancs         | 355.631       | 67,7%    | 389.022       | 52,5%    |
| Negre africà   | 128.791       | 24,5%    | 311.149       | 42,0%    |
| Coloured       | 32.727        | 6,2%     | 18.514        | 2,5%     |
| indi o asiàtic | 8.238         | 1,6%     | 14.298        | 1,9%     |
| Altres         | –             | –        | 8.667         | 1,2%     |
| Total          | 525.387       | 100%     | 741.651       | 100%     |

## Paisatge urbà
Pretòria és coneguda com la Ciutat de la Jacaranda a causa de les aproximadament 50.000 Jacarandes que hi ha els seus carrers. El porpra és un color associat sovint amb la ciutat i sovint s'inclou als logotips i serveis dels ajuntaments com el sistema d'autobusos ràpids A Re Yeng i el logotip de l'estació de ràdio local Jacaranda FM.

### Arquitectura
Pretòria ha tingut al llarg dels anys influències culturals molt diverses i això es reflecteix en els estils arquitectònics que es poden trobar a la ciutat. Comprèn des de l'arquitectura colonial holandesa, alemanya i britànica del segle XIX fins a estils d'arquitectura moderna, postmoderna, neomoderna i art déco amb una bona barreja d'un estil únic sud-africà.

Algunes de les estructures notables de Pretòria inclouen el Palau de Justícia de finals del segle XIX, els edificis de la Unió de principis del segle xx, el Monument Voortrekker de la postguerra, els diversos edificis que esquitxen els campus principals tant de la Universitat de Pretòria com de la Universitat de Sud-àfrica, L'estil tradicional holandès del Cap Mahlamba Ndlopfu (la casa del president), l'antiga sinagoga neobizantina, el banc de reserva més modern de Sud-àfrica (gratacels d'oficines) i la torre Telkom Lukasrand. Altres estructures i edificis coneguts inclouen l'estadi Loftus Versfeld, el teatre estatal sud-africà i l'edifici Oliver Tambo, que és la seu del Departament de Relacions Internacionals i Cooperació.

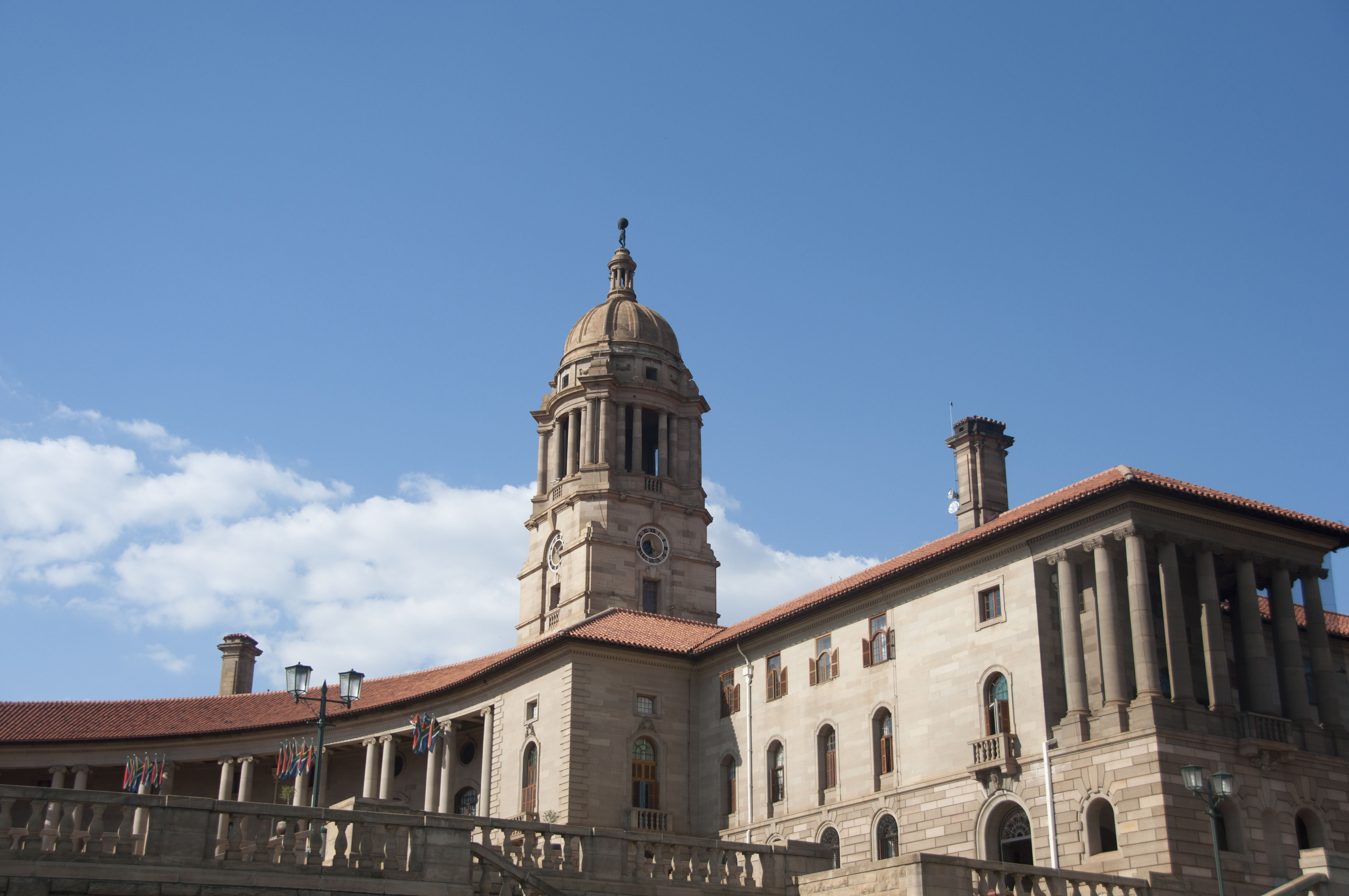
L'ala oriental dels edificis de la Unió
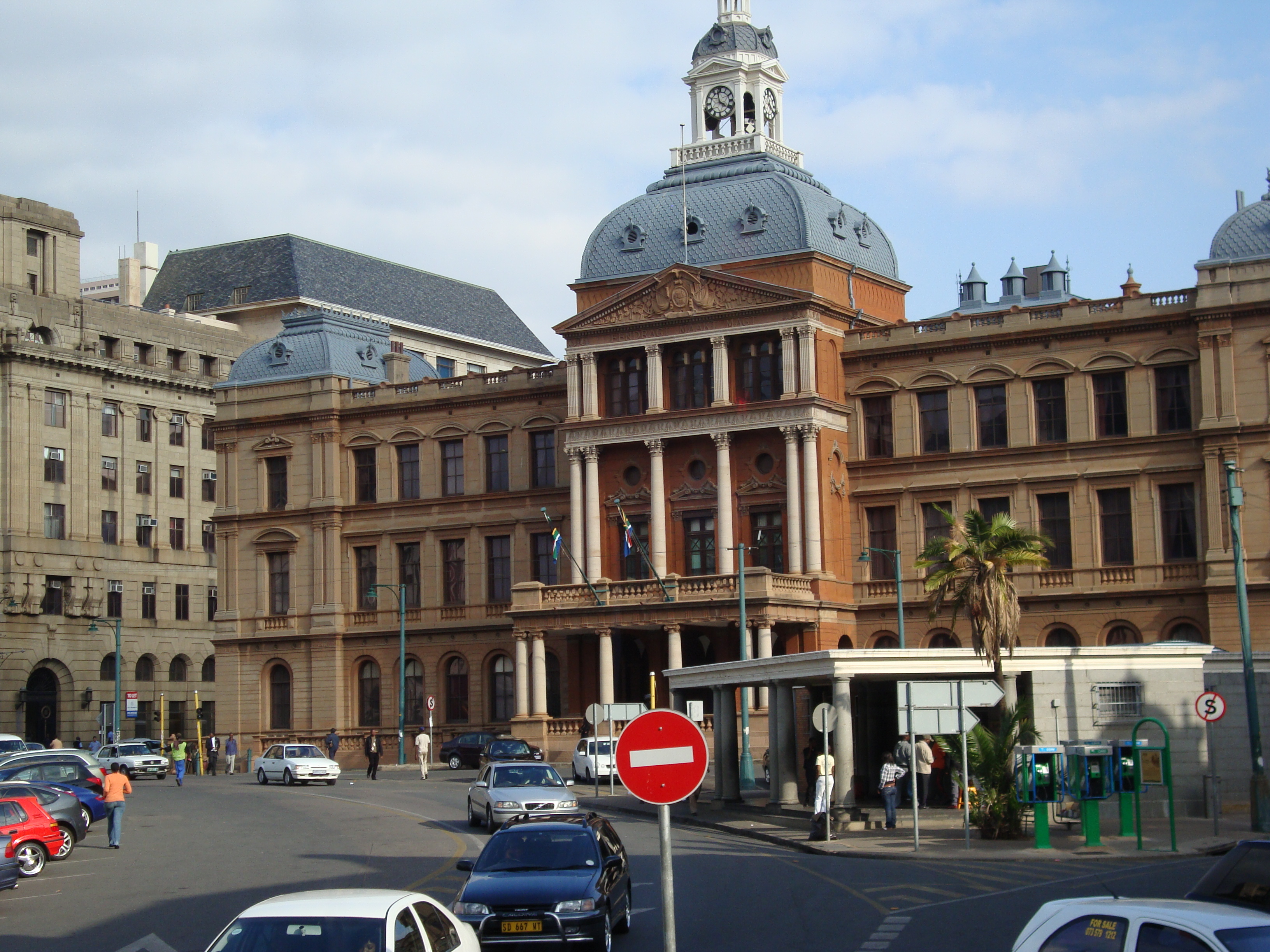
Antigues sales del Consell, oOu Raadsaal
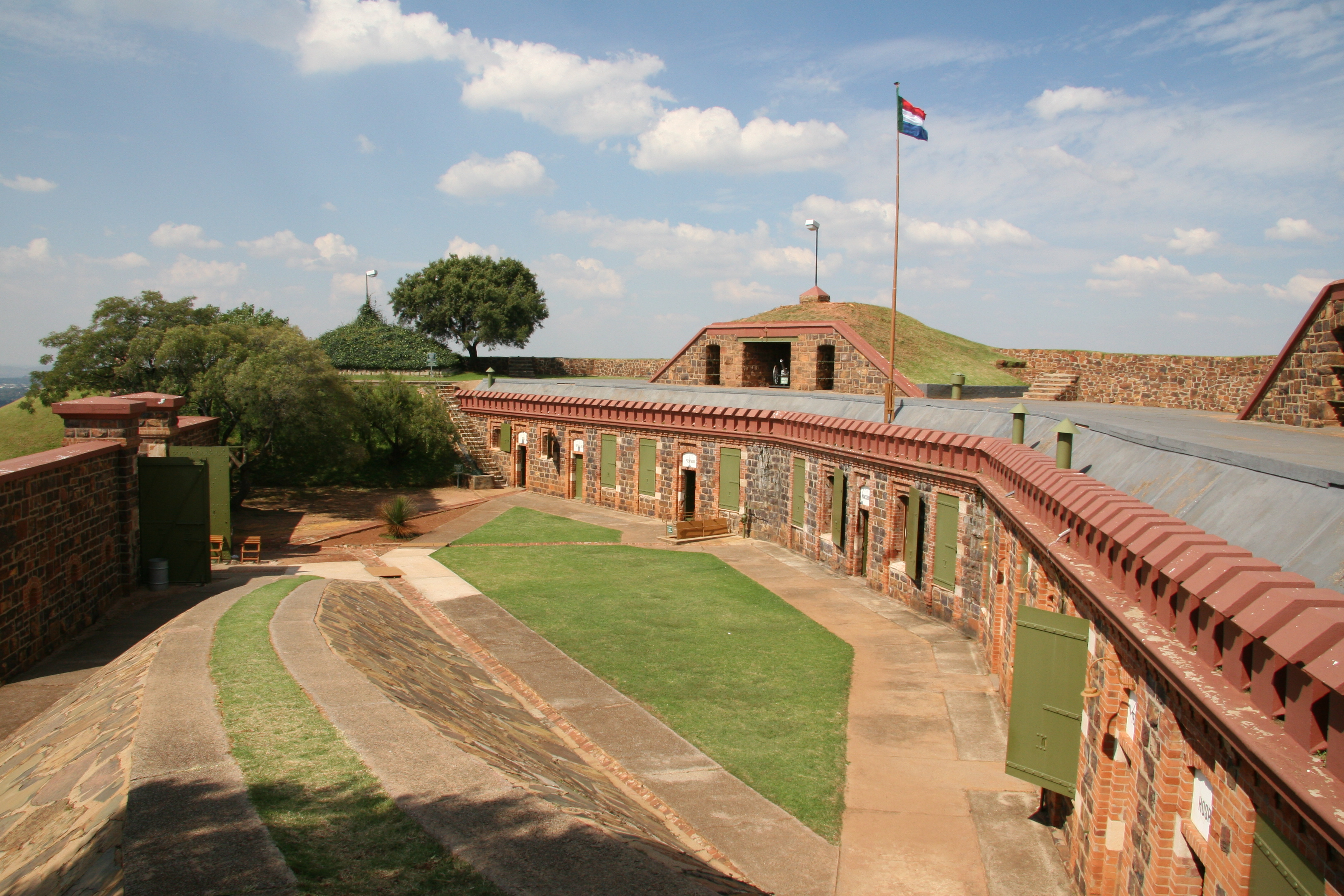
Fort Klapperkop
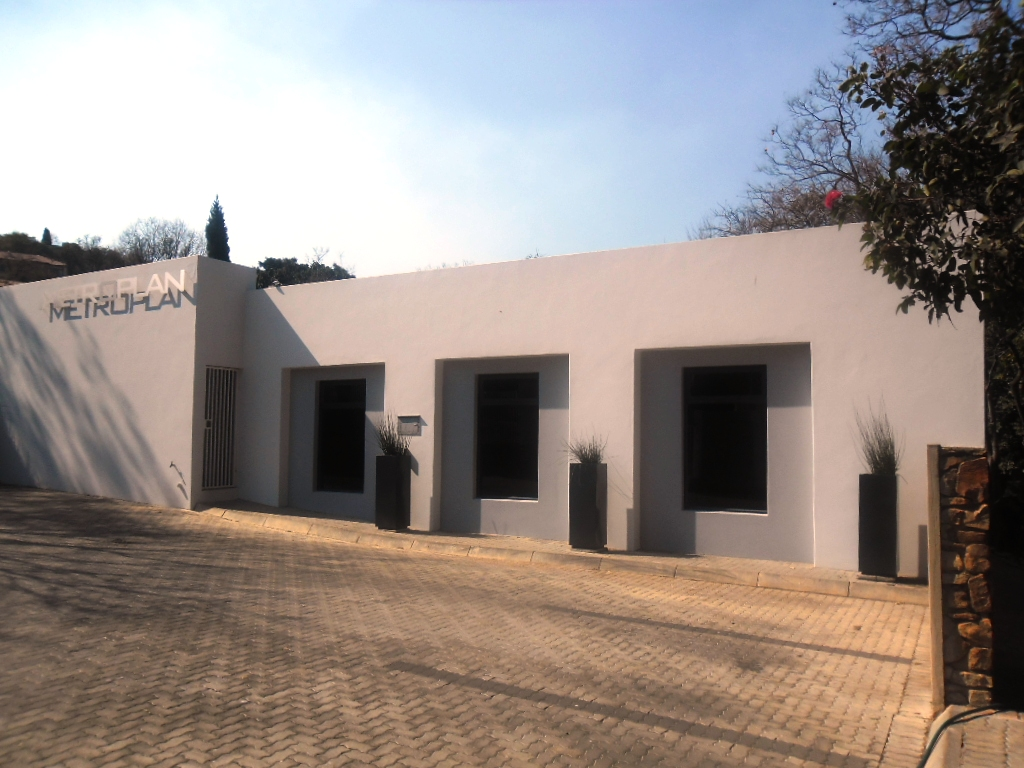
Arquitectura neomoderna de Pretòria
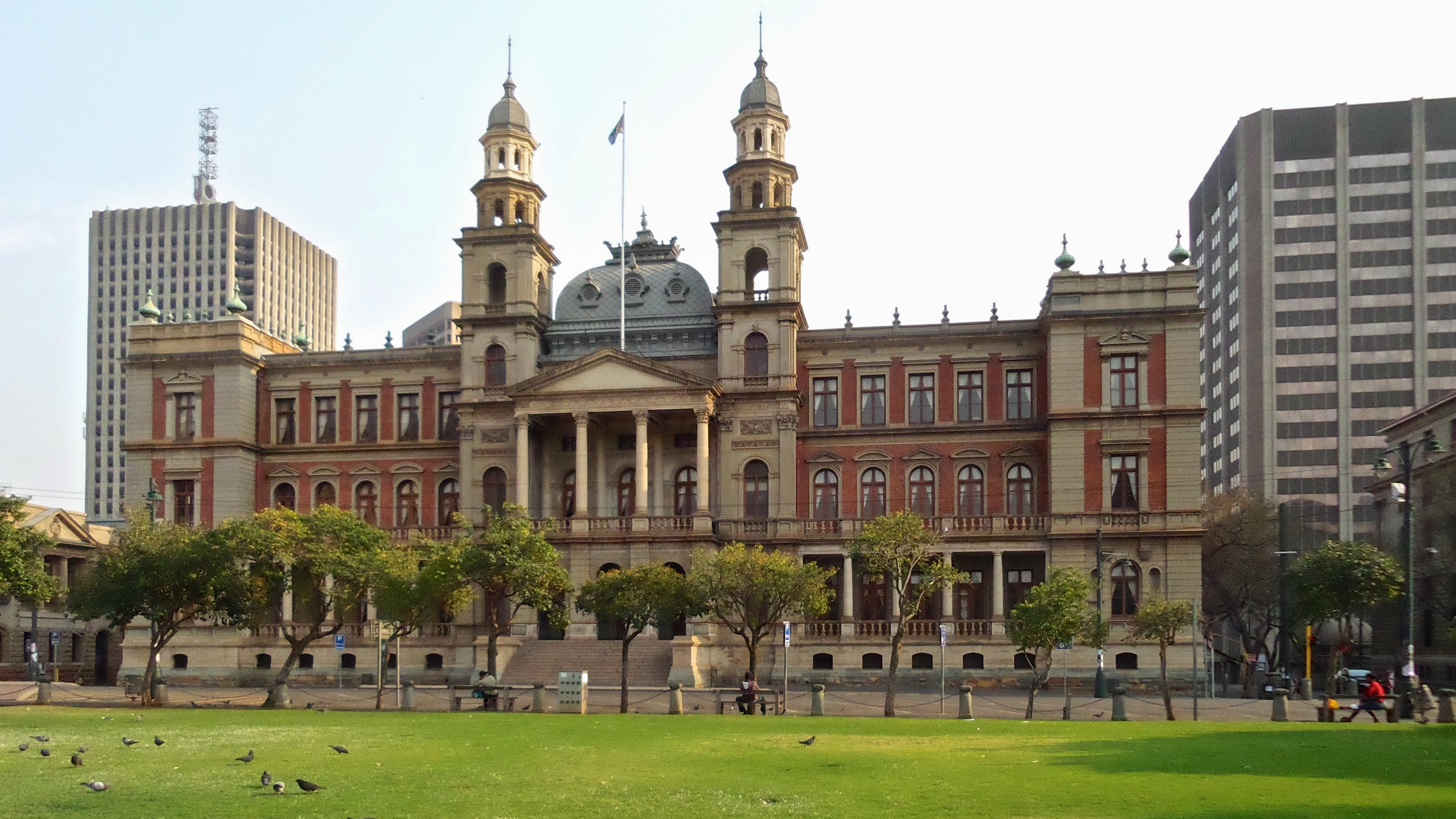
El Palau de Justícia
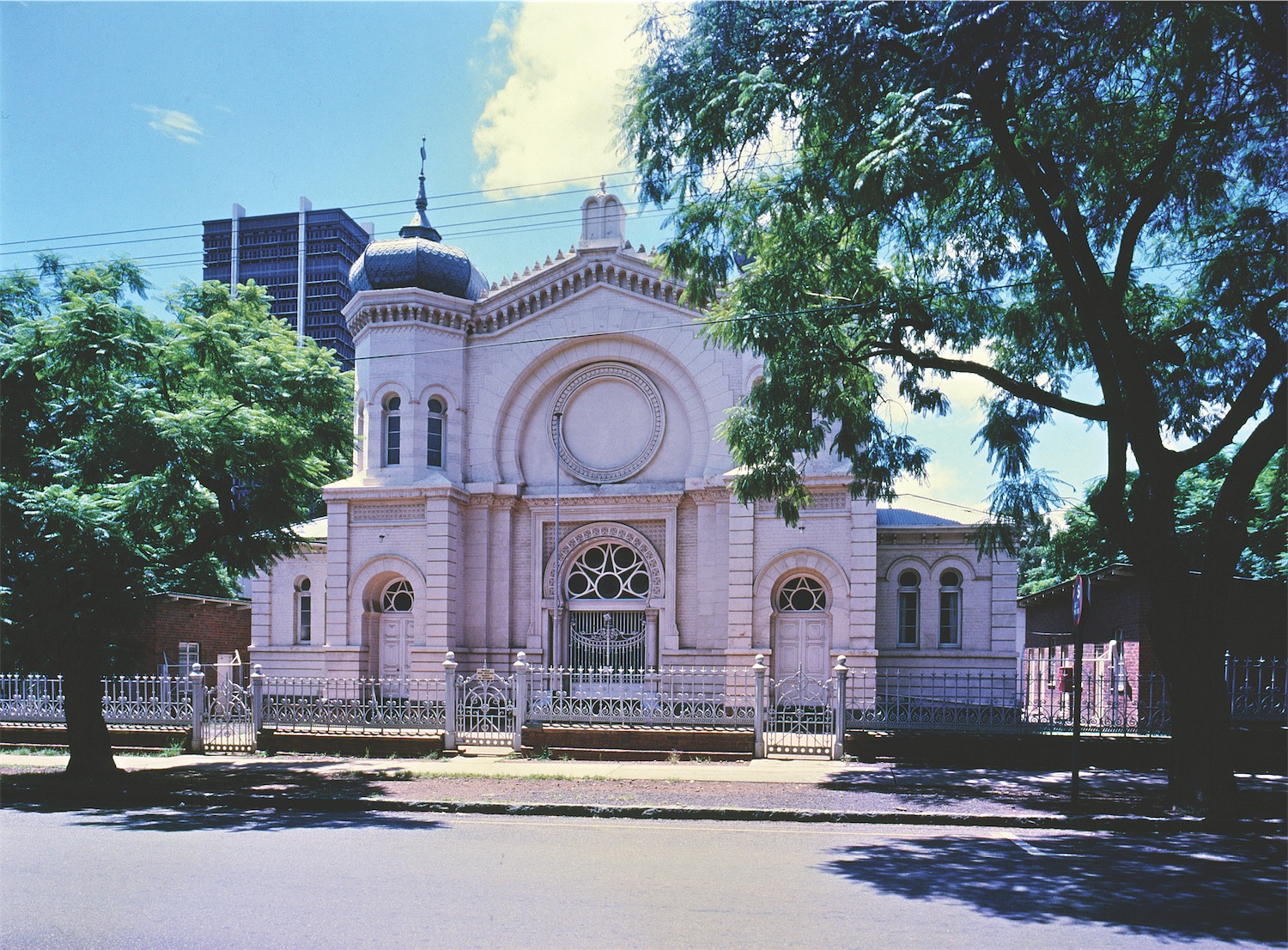
La Sinagoga Vella

### Districte central de negocis
Malgrat les nombroses oficines corporatives, petites empreses, botigues i departaments governamentals que es troben als extensos suburbis de Pretòria, el seu districte central de negocis encara conserva la seva condició de centre tradicional de govern i comerç. Molts bancs, empreses, grans corporacions, botigues, centres comercials i altres negocis estan situats al centre de la ciutat, on hi ha diversos gratacels grans, el més alt dels quals és l'edifici Poyntons (110 m d'alçada), l'edifici ABSA (132 m) i l'edifici del Reserve Bank of South Africa (150 m d'alçada).
La zona conté un gran nombre d'edificis històrics, monuments i museus que inclouen l'Ajuntament de Pretòria, la Biblioteca Nacional de Sud-àfrica, la plaça Pretorius, la plaça de l'Església (juntament amb els seus nombrosos edificis i estàtues històrics) i l'Ou Raadsaal. També hi ha el Museu del Transvaal (el principal museu d'història natural del país, que tot i que ha canviat de lloc diverses vegades, existeix des de 1892), els Jardins Zoològics Nacionals de Sud-àfrica (o més conegut col·loquialment com el Zoo de Pretòria), Melrose House Museum al carrer Jacob Maré, el Museu d'Art de Pretòria i el Museu d'Història Cultural African Window.

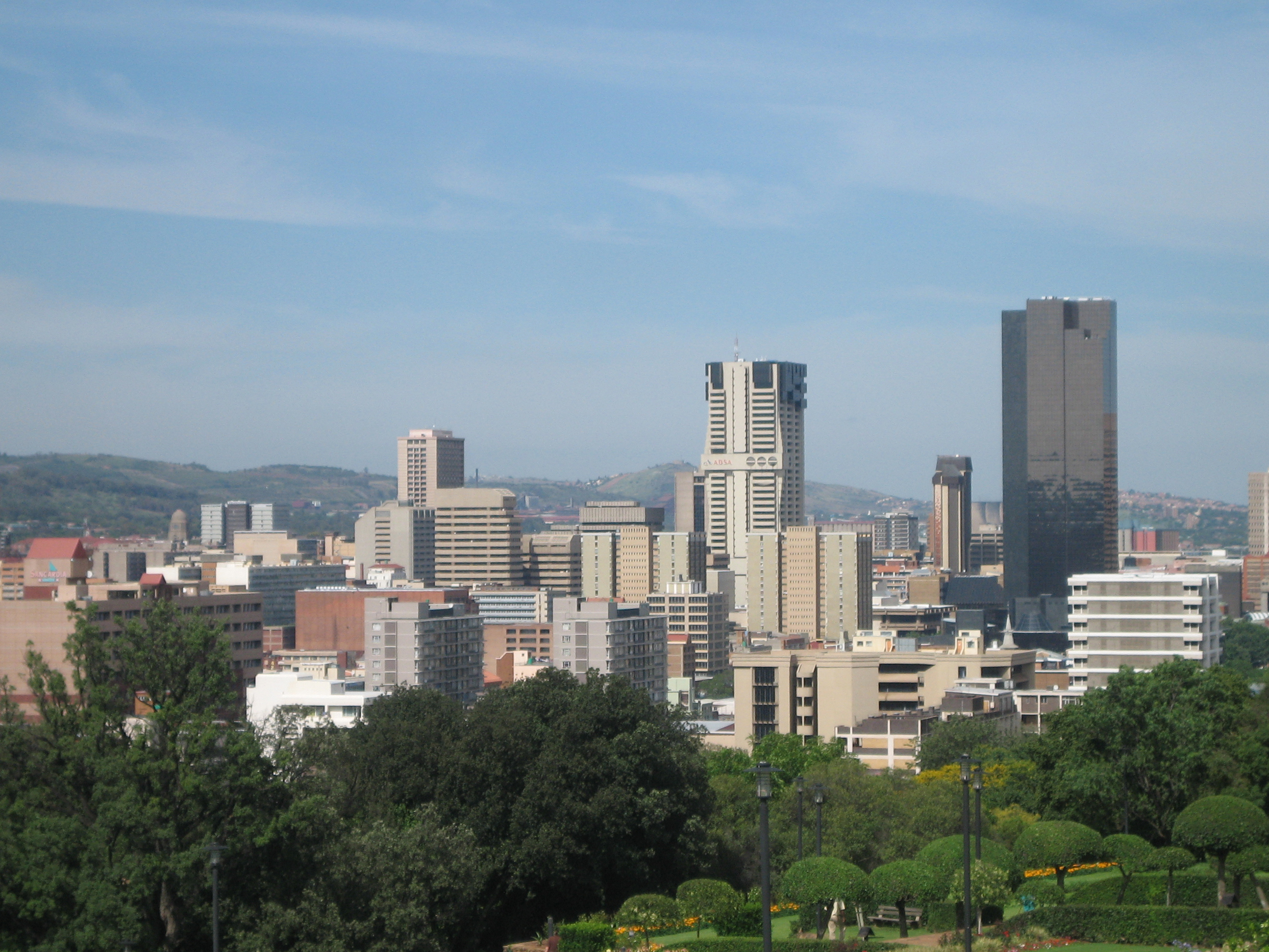
El districte central de negocis

Diversos departaments nacionals també tenen oficines centrals al districte central de negocis, com ara el Departament de Salut, Educació Bàsica, Transports, Educació Superior i Formació, Esports i Recreació, Justícia i Desenvolupament Constitucional, Servei Públic i Administració, Aigua i Afers Mediambientals i el Departament Nacional. Tresoreria. El districte també té un gran nombre d'edificis residencials que allotgen persones que treballen principalment al districte.

### Parcs i jardins
Pretòria acull els Jardins Zoològics Nacionals de Sud-àfrica, així com el Jardí Botànic Nacional de Pretòria. També hi ha diversos parcs i jardins més petits situats a tota la ciutat, com ara l’Austin Roberts Bird Sanctuary, els jardins de Pretorius Square, el Pretoria Rosarium, Church Square, Pretoria Showgrounds, Springbok Park, Freedom Park, Jan Cilliers Park i Burgers Park, el parc més antic de la ciutat i ara un monument nacional. Als suburbis també hi ha diversos parcs que destaquen: Rietondale Park, "Die Proefplaas" al suburbi de Queenswood, Magnolia Dell Park, Nelson Mandela Park i Mandela Park Peace Garden i Belgrave Square Park.

#### Ciutat Jacaranda

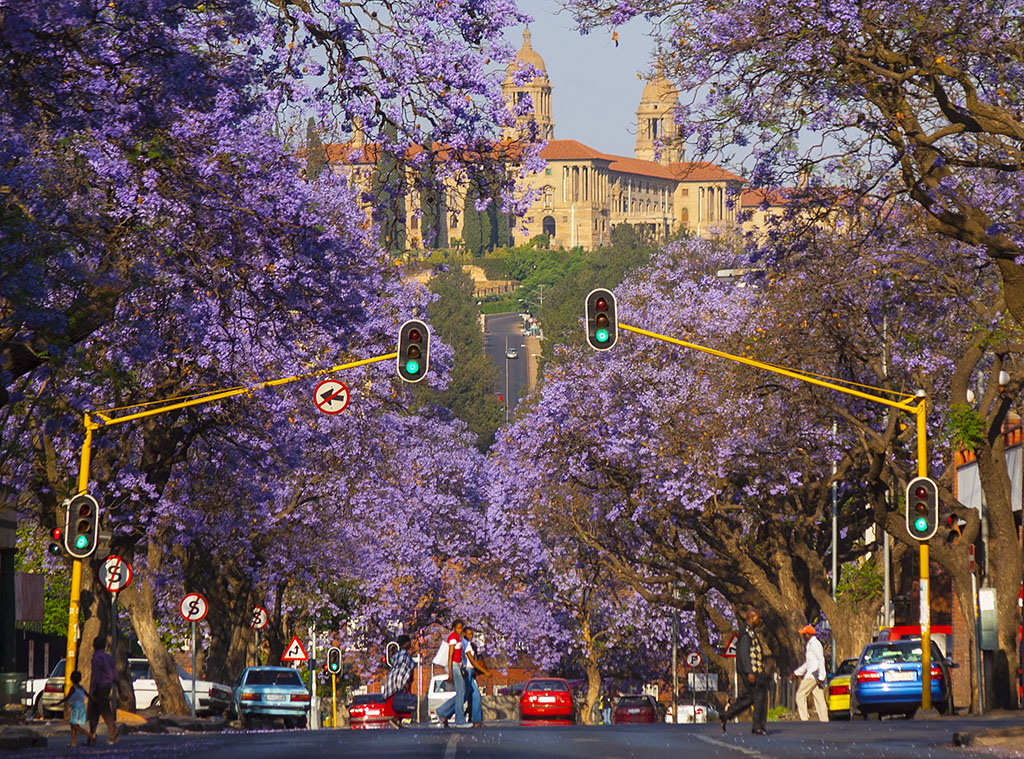
Un carrer ple de jacarandes a Pretòria, amb els edificis de la Unió al cim de Meintjieskop al fons

El sobrenom de Pretòria la ciutat de la Jacaranda prové dels uns 70.000 arbres de jacaranda que creixen a Pretòria i que decoren la ciutat cada octubre amb les seves flors porpra. Els dos primers arbres van ser plantats el 1888 al jardí del jardiner local, JD Cilliers, a Myrtle Lodge al carrer Celliers de Sunnyside. Va obtenir les plàntules d'un viver de Ciutat del Cap que les havia collit a Rio de Janeiro, Brasil. Els dos arbres encara estan en peu al terreny de l'escola primària de Sunnyside.
La jacaranda prové de l'Amèrica del Sud tropical i pertany a la ffamília de les Bignoniàcies. Hi ha una cinquantena d'espècies de jacaranda, però la que es troba més sovint a les zones més càlides del sud d'Àfrica és Jacaranda mimosifolia.
A finals del segle XIX, el cultivador de flors i arbres James Clark va importar plàntes de jacaranda d'Austràlia i va començar a cultivar-les a gran escala. El novembre de 1906 donà dos-cents petits plançons a l'Ajuntament de Pretòria, que els plantà al carrer Koch (avui carrer Bosman). L'enginyer de la ciutat Walton Jameson, aviat conegut com "Jacaranda Jim", va posar en marxa un programa per plantar jacarandes a tot Pretòria, i el 1971 ja n'hi hauria 55.000 a la ciutat.
La majoria de jacarandes de Pretòria són de color lila, però també n'hi ha de blanques plantades a Herbert Baker Street a Groenkloof.
El Carnaval de Jacaranda és una antiga tradició que es va celebrar des del 1939 fins al 1964. Després d'una pausa de més de vint anys, es va reprendre el 1985. Les festes inclouen una marxa colorida i la coronació de la Reina Jacaranda.